# Bombardier Talent 3

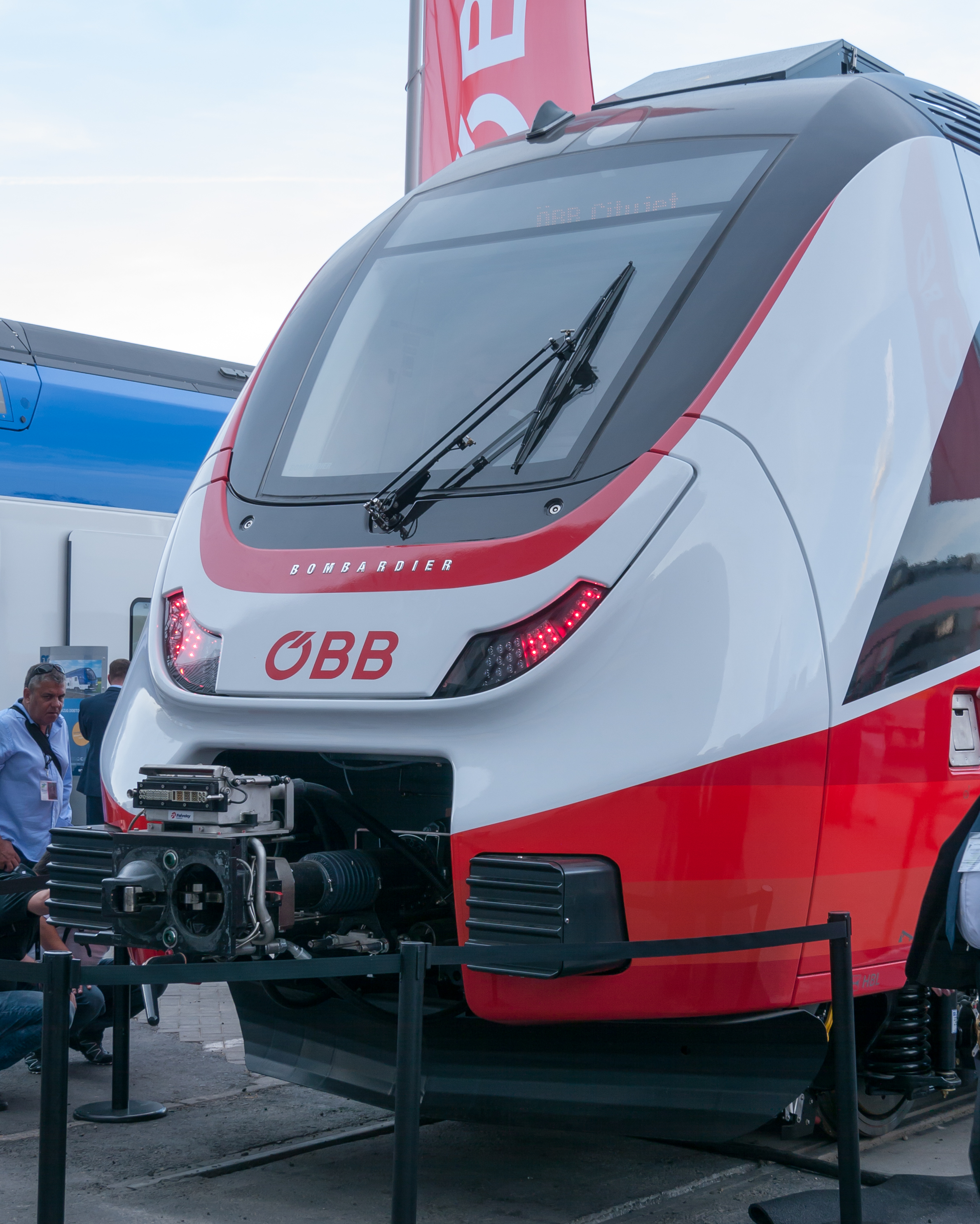
Führerstandsfront

Talent 3 (Eigenschreibweise TALENT 3) ist eine Familie von Triebzügen, welche durch den Hersteller Bombardier Transportation entwickelt wurde. Dieser wurde 2021 von Alstom übernommen, welcher die Fahrzeugplattform an Construcciones y Auxiliar de Ferrocarriles (CAF) abgegeben hat. Die bereits für die ÖBB produzierten und von dieser nicht abgenommenen Garnituren bleiben allerdings im Eigentum von Alstom. Die erste Generation (Talbot leichter Nahverkehrs-Triebwagen) wurde seit 1996 von der Aachener Waggonfabrik Talbot und danach von Bombardier Transportation gebaut (von Talent 2 abgelöst). Die Triebzüge der Bauart Talent 3 sind im Gegensatz zu ihrem Vorgänger Talent 2 keine Neuentwicklung, sondern eine Weiterentwicklung dieser, welchen die Talent 3 optisch ähneln. Im Gegensatz zur zweiten Generation entsprechen die Talent 3 nicht nur den deutschen, sondern auch europäischen Normen.

## Technik
Die Talent 3 sind elektrische Triebzüge, welche neben der Stromzufuhr über Oberleitung für den Betrieb auf nichtelektrifizierten Strecken auch mit Akkumulatoren und Brennstoffzellen ausgerüstet werden können. Die Einheiten können sowohl als S-Bahn-, Regionalverkehrs- oder Fernverkehrszüge geliefert werden, dabei sind unterschiedliche Wagenlängen und Türanordnungen möglich. Zudem sind Höchstgeschwindigkeiten von 160 oder 200 km/h wählbar. Die Züge sind für alle vier europäischen Stromsysteme von 1,5 und 3 kV Gleich- sowie 15 kV, 16,7 Hz und 25 kV, 50 Hz Wechselspannung und als Mehrsystemtriebzüge lieferbar. Die Fußbodenhöhe kann an verschiedene Bahnsteighöhen (550, 760 und 960 mm) angepasst werden. Die Triebzüge können mit dem europäischen Zugbeeinflussungssystem ETCS ausgerüstet werden, sie entsprechen den TSI- und europäischen Normen.
Wie bei den vorigen beiden Generation haben die Wagenkästen nach außen gewölbte Seitenwände und damit einen ovalen Querschnitt.
Die sechsteilige, 104,5 m lange Version dieser Elektrotriebzüge bietet rund 300 Sitzplätze und bis zu 42 Fahrradstellplätze (deren Anzahl in der kalten Jahreszeit mit geringem Umbauaufwand bspw. zugunsten von Skihalterungen reduziert werden kann). Sie erreicht eine Beschleunigung von bis zu 0,98 m/s² und ist für eine Höchstgeschwindigkeit von 160 km/h zugelassen.

## Fertigung
Die Fertigstellung der Züge erfolgte bis 2022 im Werk Hennigsdorf von Bombardier Transportation, das 2021 von Alstom übernommen wurde. Von 450 Arbeitskräften, die dort 2020 in der Produktion tätig waren, arbeiteten knapp 200 in der Talent-3-Fertigung. Dort wurde die Innenausstattung und technische Ausrüstung in die Wagenkästen eingebaut. Die rohen Wagenkästen wurden, wie schon beim Talent 2, vollständig im Zweig-Werk Česká Lípa in Tschechien gefertigt. Um die Genehmigung der Kartellbehörden bei der 2021 vollzogenen Fusion der Transportsparte von Bombardier mit dem Wettbewerber Alstom zu erhalten, mussten Bombardier bzw. Alstom u. a. „die Talent-3-Plattform und die damit verbundenen Produktionsanlagen am Standort Hennigsdorf“ veräußern.
Im November 2021 wurde der beabsichtigte Verkauf der Produktplattform Talent 3 an den spanischen Hersteller Construcciones y Auxiliar de Ferrocarriles (CAF) angekündigt. Nachdem die Europäische Kommission dem Verkauf an CAF zugestimmt hatte, wurde der Verkauf zum 1. August 2022 vollzogen. CAF erwarb nur die Rechte an Design und geistigem Eigentum sowie die zugehörige Informationstechnik. Physische Vermögenswerte, wie beispielsweise Werkshallen in Hennigsdorf, wurden nicht veräußert. Es wurde erwartet, dass rund 25 Ingenieure aus der Entwicklung auf freiwilliger Basis zu CAF wechseln würden. Die letzten Talent-3-Aufträge von Bombardier werden von Alstom im ebenfalls übernommenen Werk in Bautzen ausgeführt.

## Bestellung ÖBB bzw. Vermietung der von den  ÖBB nicht abgenommenen Garnituren durch Alstom

### ÖBB

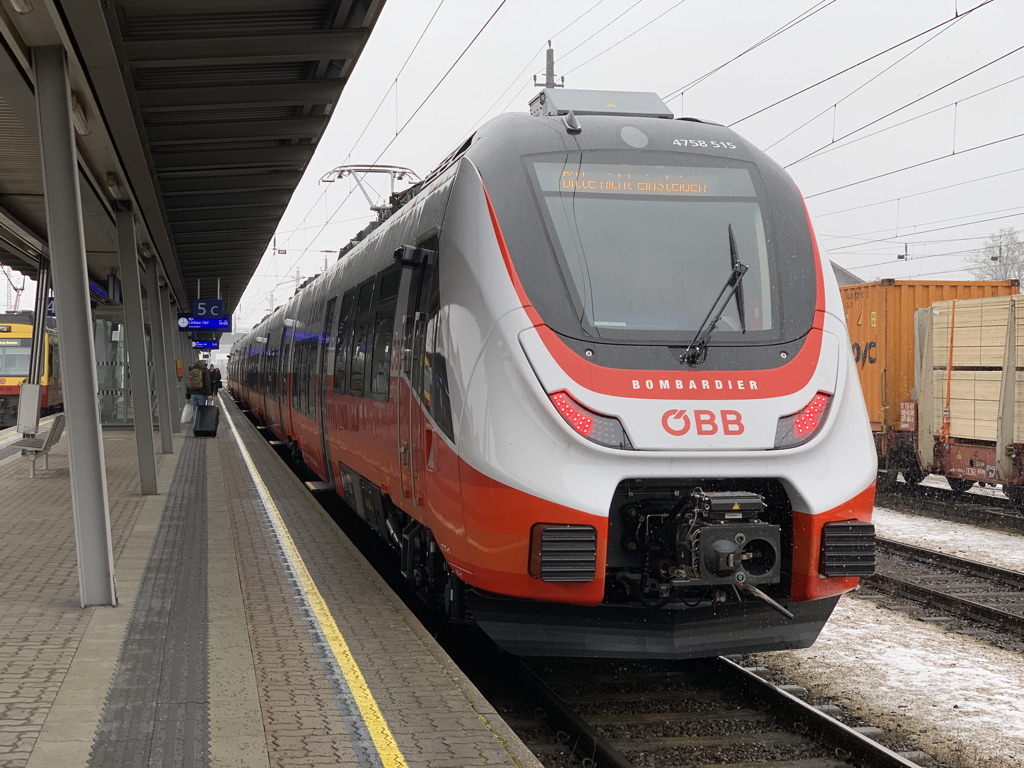
Ein ÖBB-Talent 3 im Zuge von Testfahrten in Bahnhof Bludenz

Bei einer Ausschreibung der ÖBB über einen Rahmenvertrag von 300 elektrischen Triebwagen konnte sich Bombardier Transportation mit dem Talent 3 gegen den Stadler Flirt und den Siemens Mireo durchsetzen. Der Rahmenvertrag, welcher im Dezember 2016 geschlossen wurde, hätte bei Abruf aller Einheiten einen Wert von 1,8 Mrd. Euro. Da sich die Zulassung der Talent 3 verzögerte, platzte jedoch der Vertrag. Da aber schon 46 Garnituren abgerufen und Bombardier Transportation schon im Lieferverzug war, erfolgte ersatzweise eine Beschaffung von 46 Siemens Desiro ML (allerdings 4-teilig). Anschließend kam es zu einer Neuausschreibung für einen Rahmenvertrag für bis zu 540 Triebwagen, die Siemens mit dem Mireo gewann.
Die nicht abgenommenen Fahrzeuge waren im August 2023 im Fährhafen Mukran auf Rügen abgestellt.

#### Vorarlberg

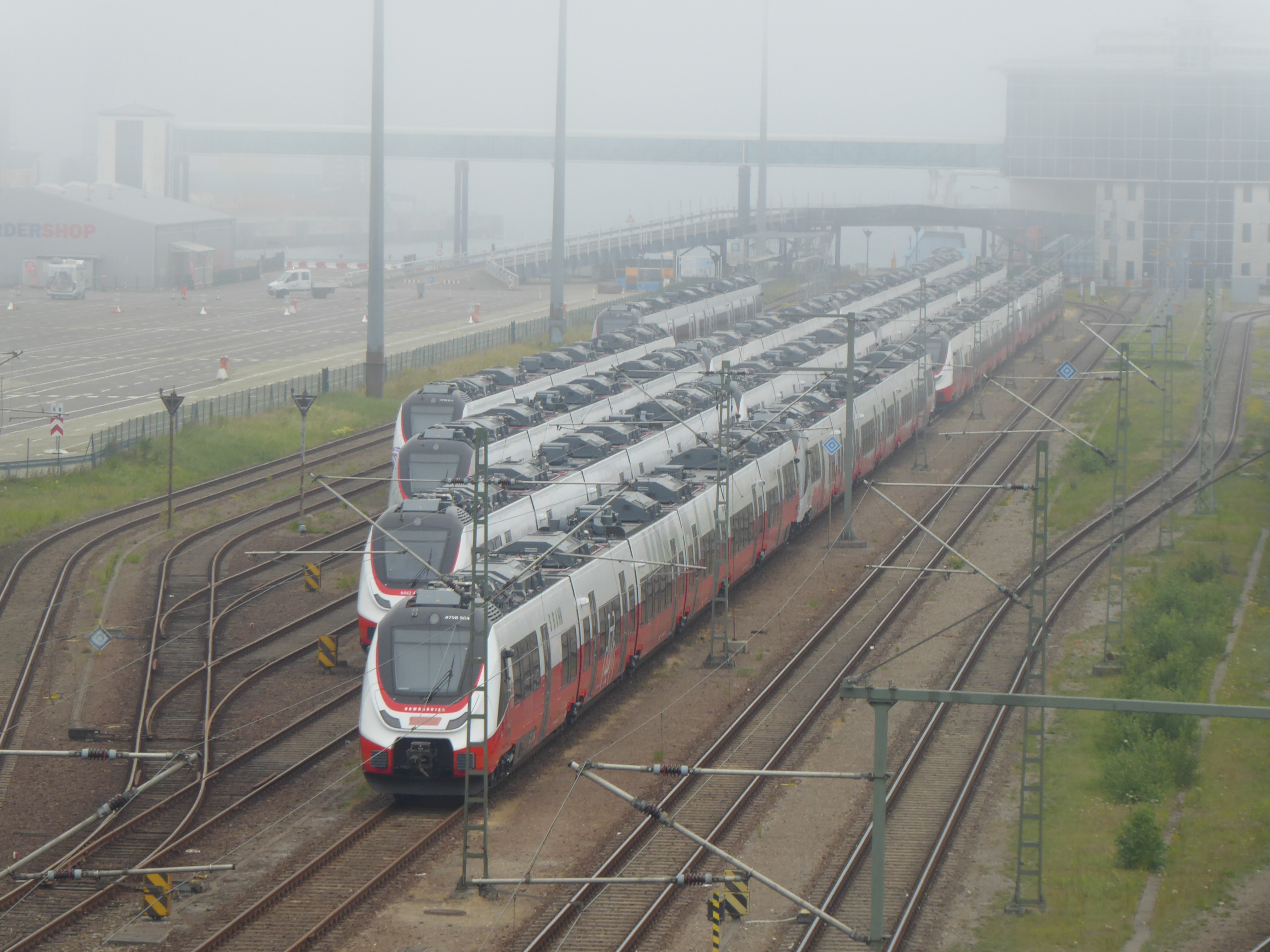
Nicht von den ÖBB abgenommene Talent 3 abgestellt am Fährhafen Mukran (August 2023)

Im Zuge der Unterzeichnung des Rahmenvertrags erfolgte der erste Abruf von 21 sechsteiligen Triebzügen für die S-Bahn Vorarlberg, welche als Baureihe 4758 bezeichnet werden. Das Auftragsvolumen betrug etwa 150 Millionen Euro. Diese Züge sollten die Kapazität in Vorarlberg erhöhen, um den stetigen Fahrgastzuwachs bewältigen zu können.
Die für April 2019 geplante Einführung musste aufgrund von Verzögerungen bei der Zulassung mehrmals verschoben werden. Im Juli 2019 wurde in Dornbirn eine erste Einheit vorgestellt und im Oktober 2019 berichtet, dass die 21 Triebfahrzeuggarnituren fertig gestellt seien und, sofern deren Betriebssoftware zugelassen wird, ab Anfang April 2020 Zug um Zug auf Schiene kommen sollen. Im November 2019 nannte Bombardier als geplanten Einsatzbeginn das erste Quartal 2020. Nachdem dieser Termin nicht eingehalten werden konnte, gaben die ÖBB im Juni 2020 bekannt, dass mit einer zeitnahen Zulassung gerechnet wird, und kündigten den Einsatz von aufgefrischten Talent 1 als Übergangslösung an.
Nachdem eine bis Ende Februar 2021 befristete Genehmigung vorlag, nahmen die ÖBB im November 2020 den Probebetrieb mit Fahrgästen auf. Da Bombardier für diesen Probebetrieb nur eine einzige Garnitur zur Verfügung stellen konnte und sich weitere Verzögerungen im Zulassungsverfahren ankündigten, entschieden sich die ÖBB, den Auftrag neu auszuschreiben, auch wenn dies vorerst nur ein „Plan B“ sei. Seit dem 18. Dezember 2020 befand sich eine zweite Garnitur im Probebetrieb. Ende Jänner 2021 forderte der ÖBB-Chef von Bombardier Millionen Euro an Schadenersatz. Der Probebetrieb endete fristgemäß, ohne die angestrebte Erteilung einer Zulassung, am 28. Februar 2021.
Im Mai 2021 gab der für den öffentlichen Nahverkehr zuständige Vorarlberger Landesrat Johannes Rauch bekannt, die Beschaffung von Talent 3 für die S-Bahn Vorarlberg endgültig zu stoppen und verkündete im August 2021, dass die ÖBB statt der ursprünglich für Vorarlberg vorgesehenen 21 Talent 3 nun die gleiche Stückzahl vierteilige Desiro ML-Garnituren bei Siemens bestellten.

#### Tirol

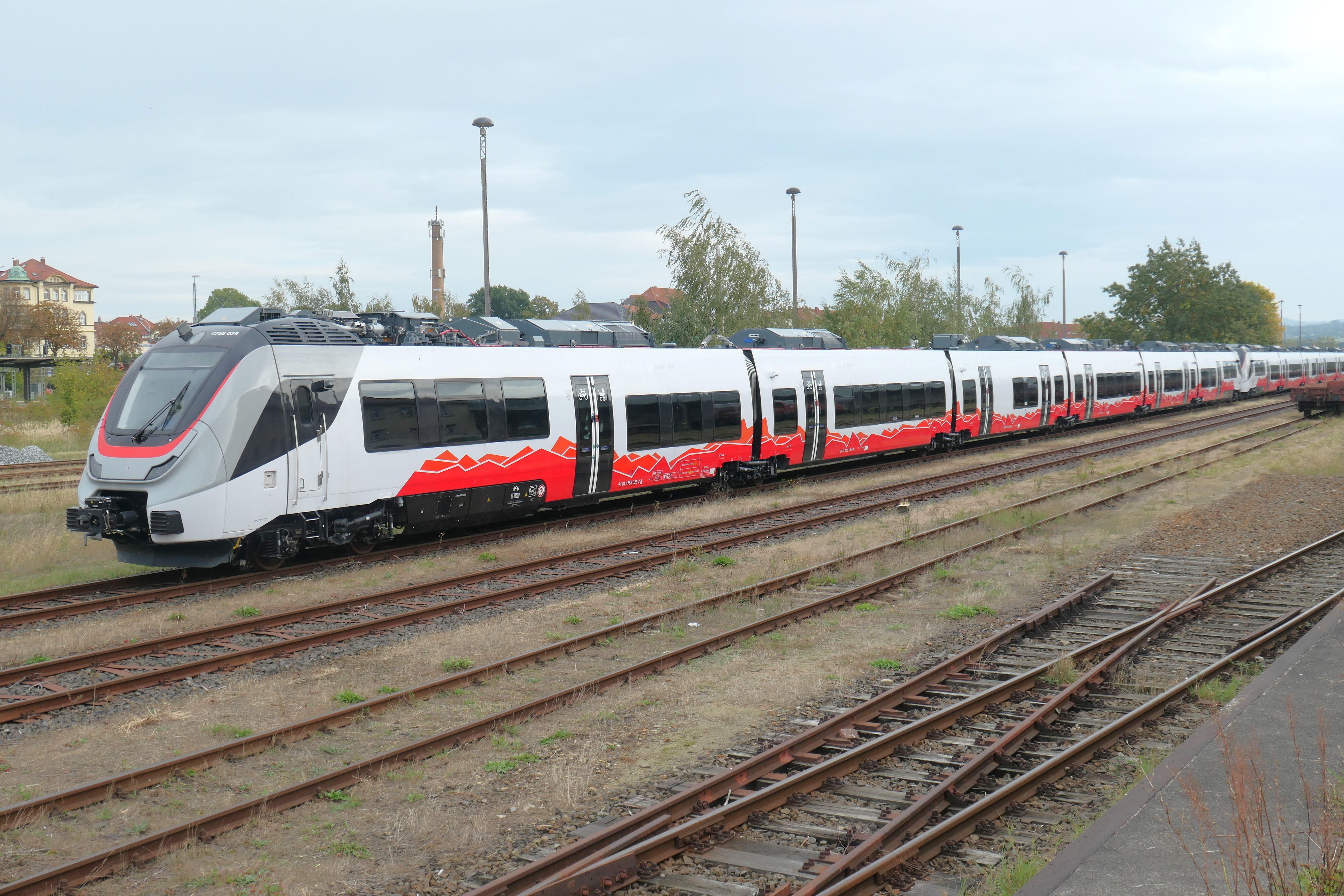
Talent 3 mit Inventarnummer 4758 025-2 abgestellt im Bahnhof Bautzen Packhofstraße (Oktober 2023)

Im Juni 2018 bestellten die ÖBB 25 weitere Talent 3 in der Langversion für den Einsatz in Tirol und Südtirol mit 316 Sitzplätzen. Laut ÖBB sollten die Talent 3 ab August 2020 fahrplanmäßig in Tirol verkehren. Für den Betrieb auf der zukünftig umsteigefrei bedienten Relation Innsbruck Hauptbahnhof – Brenner – Bozen – Meran – Mals sollten sechs Einheiten für 15 kV bei 16,7 Hz sowie 25 kV bei 50 Hz Wechsel- und 3 kV Gleichspannung ausgerüstet werden. Sie sollten ab 2021 zusammen mit dem Stadler Flirt von SAD Nahverkehr und Trenitalia zwischen Österreich und Italien verkehren. Die Einstiegshöhe sollte 600 mm betragen. Die Züge sollten in einem angepassten Cityjet-Design geliefert werden. Bei diesem Design sind die Streifen des normalen Cityjet-Designs unterhalb der Fenster als Bergsilhouette gestaltet, der Bereich darüber ist, bis auf ein schwarzes Fensterband, weiß gestaltet mit Platz für Logos der ÖBB, des Landes Tirol und der ÖBB-Marke cityjet. Wegen Problemen mit der Zulassung der Talent 3 war deren Einsatz in Tirol im Mai 2021 bereits unwahrscheinlich.
Im Oktober 2021 wurde bekannt gegeben, dass als Ersatz für den Talent 3 nun ebenfalls Fahrzeuge vom Typ Siemens Desiro ML beschafft werden. Allerdings wurde die Zahl der Garnituren für Tirol auf 20 reduziert (5 gehen nach Salzburg) und es handelt sich nur um Zweisystemfahrzeuge für 15 kV und 25 kV Wechselspannung.
Mit diesen ist ein grenzüberschreitender Einsatz nach Südtirol (Italien) nicht möglich. Daher gab das Land Tirol am 5. Juni 2023 bekannt, dass seitens der Österreichischen Bundesbahnen (ÖBB) zusätzlich sechs Alstom Coradia Stream angekauft werden. Die Beschaffung war Teil eines umfassenden Beschaffungsprogramms über die öffentliche Südtiroler Transportstrukturen AG, über die bereits 15 Züge derselben Serie abgerufen wurden.

#### Vermietungen

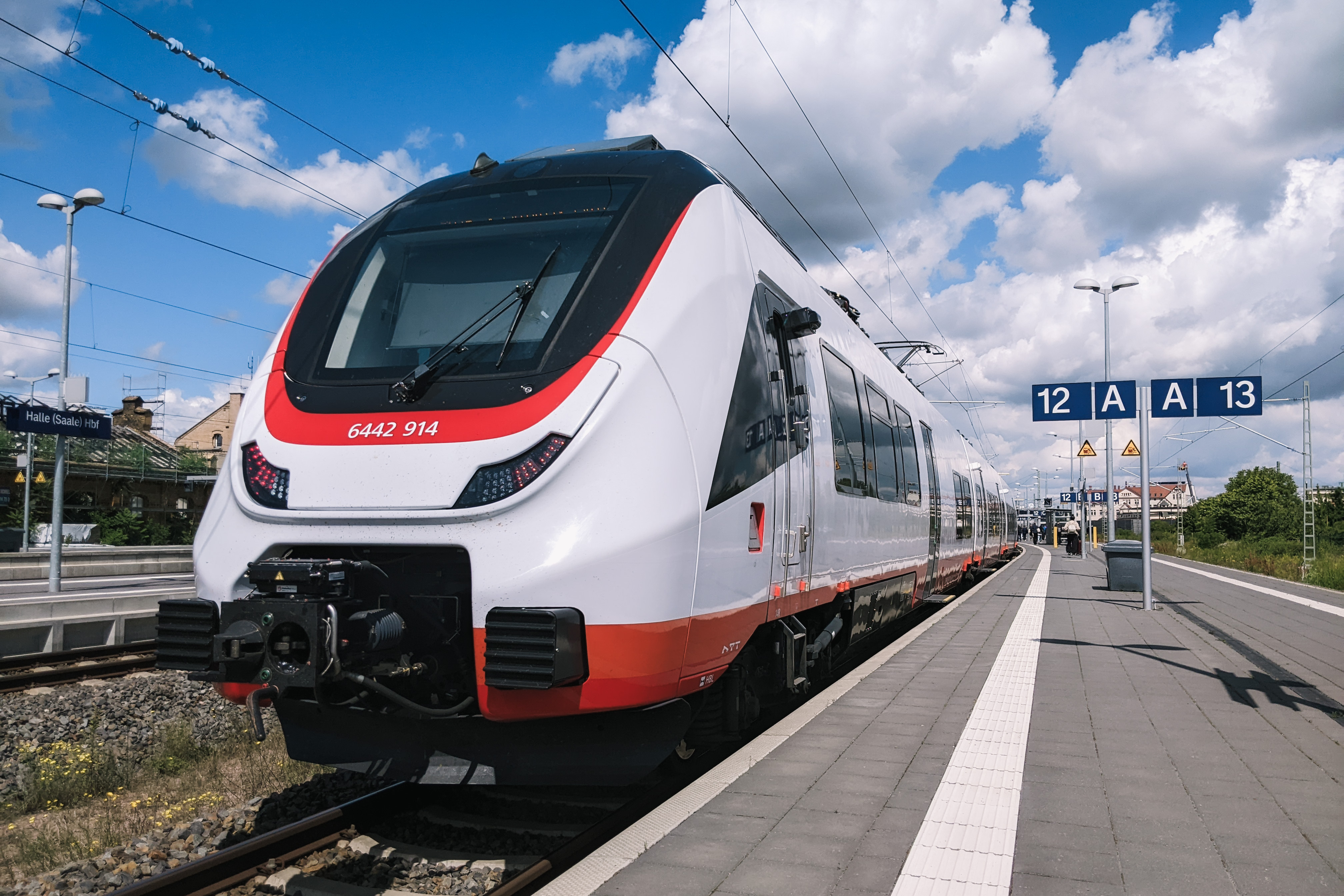
6442 914 im Einsatz bei Abellio Rail Mitteldeutschland in Halle (Saale) Hbf (Juni 2024)

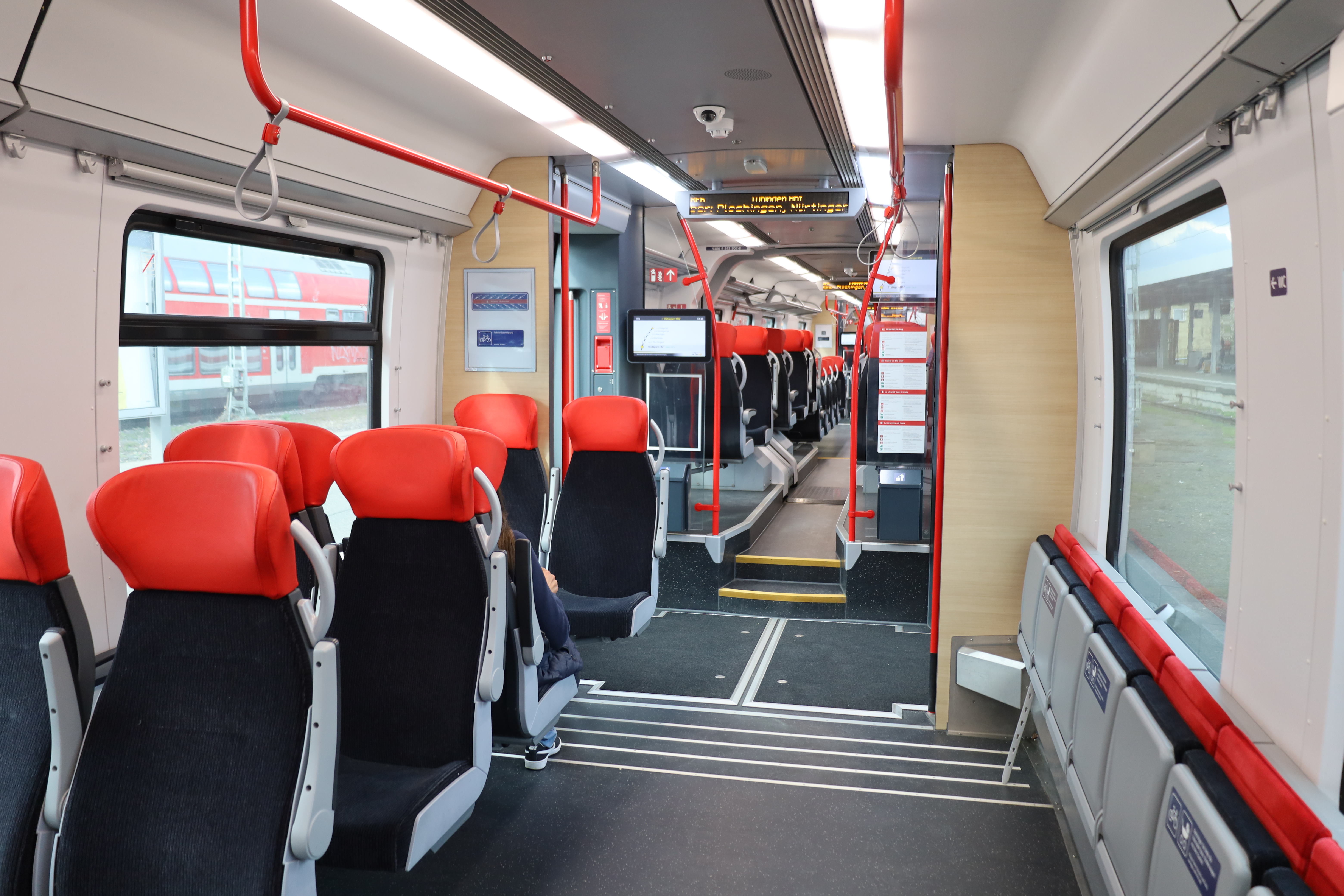
Innenraum eines Talent 3 der SWEG Bahn Stuttgart

Als Ersatz für Systemtests an zwei Talent der SWEG Bahn Stuttgart stellt Alstom der SWEG-Bahn Stuttgart drei nicht abgenommene Talent 3, welche ursprünglich für die ÖBB vorgesehen waren, zur Verfügung. Diese werden seit dem 6. Februar 2023 auf der Regionalexpresslinie RE10a/b (Mannheim Hbf‒Heilbronn Hbf) eingesetzt.
Mit Einführung des Deutschlandtickets hat sich seitens der STS-Aufgabenträger ein erhöhter Bedarf an Fahrzeugen zum Einsatz im Saale-Thüringen-Südharz-Netz (STS-Netz) ergeben, da die Fahrgastzahlen deutlich angestiegen sind. Daraufhin haben die STS-Aufgabenträger die Abellio Rail Mitteldeutschland beauftragt, die Fahrzeuge bei der Vermieterin anzumieten. Der Mietvertrag umfasst die Anmietung von drei sechsteiligen Schienenfahrzeugen des Typs Talent 3 Plus für einen Zeitraum vom 3. November 2023 voraussichtlich bis zum internationalen Fahrplanwechsel im Dezember 2030. Abellio Rail Mitteldeutschland setzt seit 9. Dezember 2023 diese drei Fahrzeuge auf der Saalbahn, der Strecke Halle–Nordhausen–Kassel und Erfurt–Naumburg–Halle ein. Die Vermieterin stellt die drei Fahrzeuge über den gesamten Mietzeitraum aus einer Alstom-Fahrzeugflotte rollierend bereit und übernimmt die Instandhaltung an diesen.
Das Land Baden-Württemberg hat 28 „Talent 3+“-Triebzüge als Ersatzfahrzeuge angemietet, die ursprünglich ab Mai 2024 als Ersatzfahrzeuge während der Nachrüstung weiterer Fahrzeuge mit ETCS und weiteren Techniken eingesetzt werden sollten. Sie sollen durch Alstom bis Dezember 2025 mit ETCS nachgerüstet werden. Stand Ende 2024 ist der Einsatzbeginn nun für Mitte 2025 geplant.
Alstom verkaufte im November 2024 die 31 vermieteten Talent 3 per Sale-Lease-Back an die Vermögensverwaltungsgesellschaft Abrdn und die Schienenfahrzeug-Leasinggesellschaft Rock Rail.

## Bestellungen Italien (Südtirol) bzw. Deutschland

### STA
Die Südtiroler Transportstrukturen STA bestellten 2019 sieben sechsteilige Talent 3 für den grenzüberschreitenden Verkehr nach Österreich. Weiters bestand eine Option auf 25 zusätzliche Garnituren. Die Züge wären dreisystemfähig gewesen und wie sechs der ÖBB-Garnituren für Tirol für Spannungen von 15 kV bei 16,7 Hz sowie 25 kV bei 50 Hz Wechsel- und 3 kV Gleichspannung ausgerüstet gewesen. Trotz der öffentlichen Eigentümerschaft wären die Talent 3-Züge im Betrieb von SAD Nahverkehr sowie Trenitalia (in Italien) und der ÖBB (in Österreich) gestanden. Die Züge hätten in den Mehrzweckbereichen Platz für Rollstühle, Fahrräder und Wintersportausrüstung geboten und wären mit Steckdosen an den Sitzplätzen ausgestattet gewesen.
Am 5. April 2022 gaben die Südtiroler Transportstrukturen (STA) bekannt, acht mehrsystemfähige Coradia Stream des Herstellers Alstom als Ersatz für die sieben nicht zugelassenen Talent 3 bestellt zu haben.

### vlexx
Für den Betrieb im Los 2 des E-Netz-Saar-RB wurden vom privaten Verkehrsunternehmen vlexx 21 dreiteilige Triebzüge des Typs Talent 3 bestellt. Die mit drei Fahrgasttüren pro Seite ausgestatteten Regionalzüge bieten 160 Personen in der ersten und zweiten Klasse Platz. Die Züge fahren seit 2020 auf den RB-Linien Saarbrücken – Neubrücke, Saarbrücken – Neunkirchen/Saar – Homburg und Homburg – Illingen und sollten nach der Elektrifizierung ab 2024 auch auf der RB-Linie Saarbrücken – Lebach-Jabach zum Einsatz kommen. 2022 wurde mitgeteilt, dass anstelle der Elektrifizierung der Einsatz von batterie-elektrischen Triebzügen bevorzugt wird.
Bis zum Betriebsstart im Dezember 2019 hatte der Hersteller keine der 21 bestellten Einheiten ausgeliefert. Die erste Lieferung erfolgte im März 2020, der letzte der bestellten Triebwagen wurde Ende April 2021 geliefert. Bis zur vollständigen Auslieferung 2021 wurden Ersatzzüge der Baureihen 425 und 426 eingesetzt.
Für den Einsatz auf der nichtelektrifizierten Strecke werden sechs der 21 Einheiten zu Akkumulatortriebwagen umgerüstet. Dafür werden auf dem Fahrzeugdach zwei Gleichspannungswandler und vier Batteriepacks mit zusammen 420 kWh Batteriekapazität eingebaut. Nachdem Vlexx im Frühjahr 2022 einen Förderbescheid erhalten hatte, wurde der Auftrag zur Umrüstung erteilt. Die Fahrzeuge sollen ab Dezember 2025 zum Einsatz kommen.

### SWEG

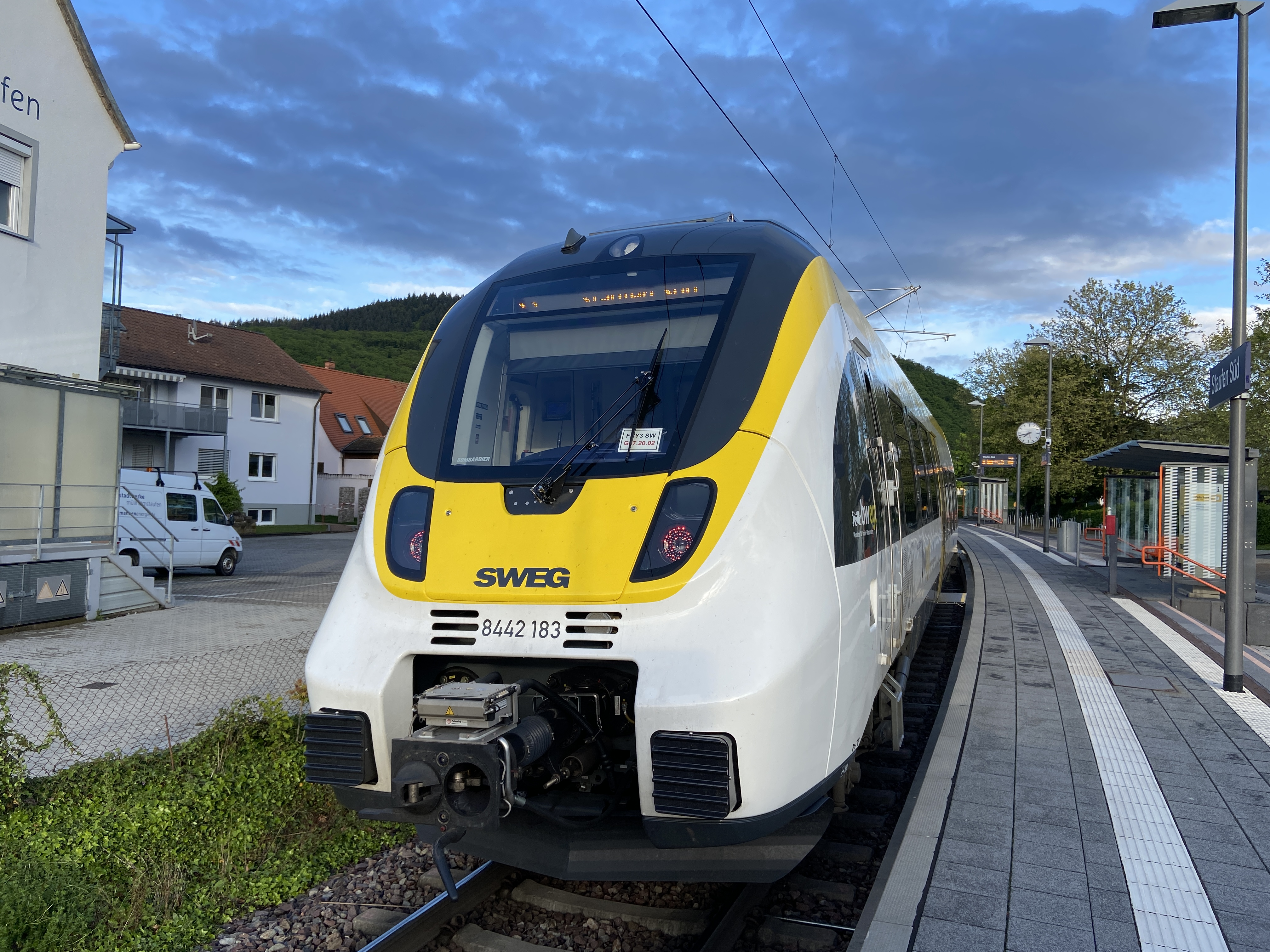
Ein Talent 3 der SWEG am Bahnhof Staufen-Süd

Die SWEG Südwestdeutsche Landesverkehrs-AG gewann im Juli 2017 die Ausschreibung des sogenannten Freiburger Y der Breisgau-S-Bahn. Für den Betrieb auf den dazu zählenden Linien S2 Freiburg Hbf – Elzach, S3 Bad Krozingen – Münstertal (Schwarzwald) und der S5 Riegel-Malterdingen – Breisach bestellte sie 12 Züge des Typs Talent 3, wobei sowohl drei- wie vierteilige Garnituren im schwarz-weißen Landesdesign bestellt wurden.
Die SWEG sah vor, die bestellten Talent-3-Triebzüge ab Dezember 2019 auf dem Freiburger Y für den Personenverkehr einzusetzen. Da die Züge von Bombardier nicht pünktlich geliefert wurden, verkehrten im Rahmen eines Notfallplans die bisher genutzten Dieseltriebwagen des Typs Regio-Shuttle RS 1 auf allen Strecken weiter. Ab dem 14. Juni 2020 konnte die SWEG auf dem Streckenabschnitt zwischen Bad Krozingen und Münstertal (Schwarzwald) neue dreiteilige Triebzüge einsetzen.
Auf der Elztalbahn (S2) verkehrten seit März 2020 aufgrund von Modernisierungsarbeiten keine Züge. Nach mehrfachen Verzögerungen bei der Wiederinbetriebnahme der Elztalbahn und der Auslieferung der Züge fuhren ab Mitte Februar 2021 zwischen Waldkirch und Freiburg wieder die Regio-Shuttle-Triebwagen RS1, im Sommer lokbespannte Ersatzzüge. Auf der S2 sollen primär vierteilige Züge verkehren.
Seit Oktober 2021 verkehren Talent 3 auf der Elztalbahn fahrplanmäßig seit dem 14. November auf der gesamten Strecke der S2 bis nach Elzach.
Ende Oktober 2021 ist der ausstehende siebente Triebzug geliefert worden.
Die vollständige Inbetriebnahme der dreiteiligen Elektrotriebzüge auf der S5 erfolgte zum Fahrplanwechsel im Juni 2021.

### SWEG Bahn Stuttgart (ehemals Abellio Rail Baden-Württemberg)

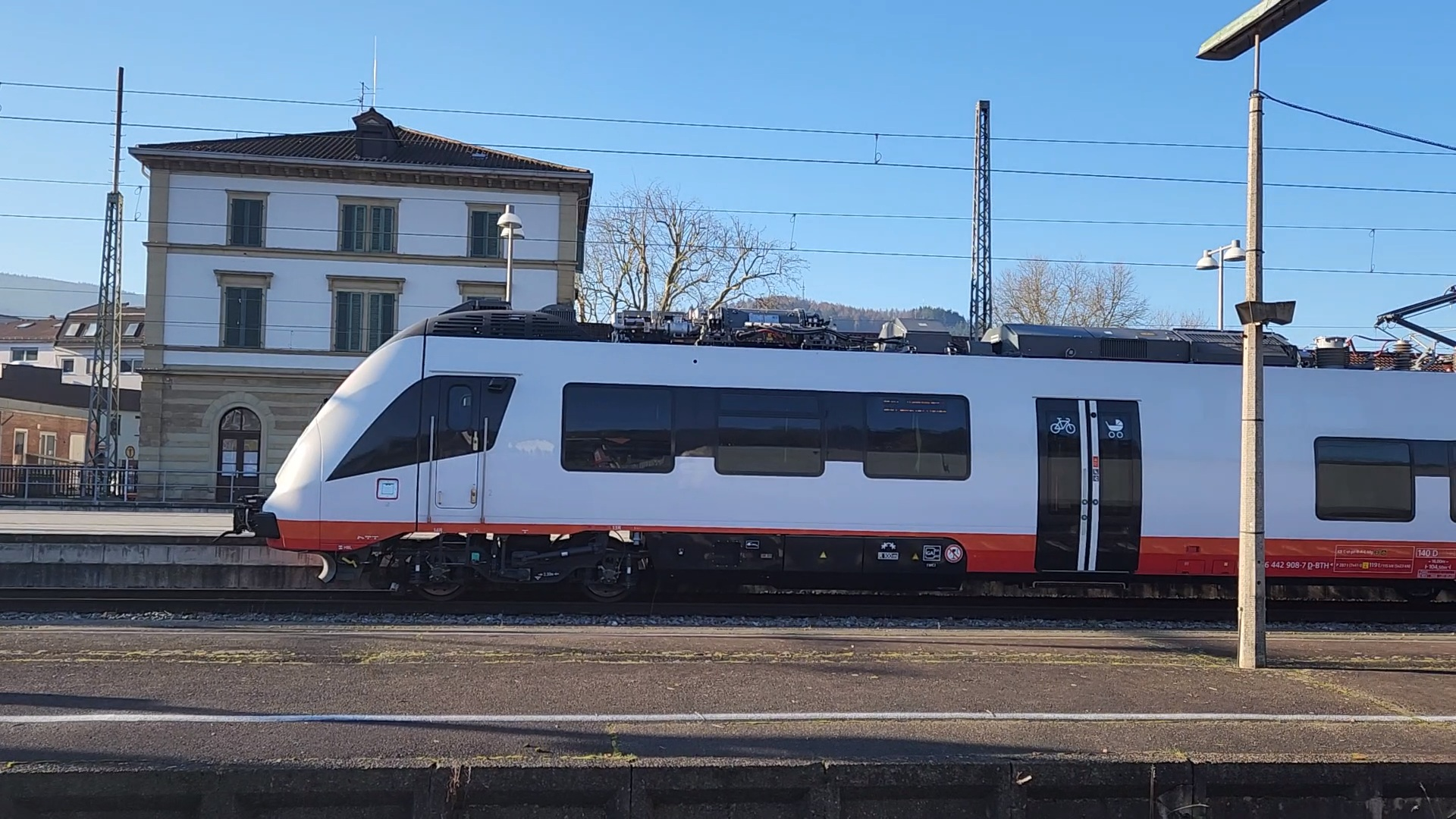
Von Alstom an die SWEG-Bahn Stuttgart verliehener Talent 3

Zwischen 2016 und 2018 wurden durch Abellio Rail Baden-Württemberg je 26 drei- und fünfteilige Talent 2-Triebzüge bestellt, die auf Linien der Stuttgarter Netze eingesetzt werden. Da es sich um fortentwickelte Talent 2-Züge handelt (u. a. mit geänderter Software), war eine Zulassung durch das Eisenbahn-Bundesamt notwendig. Nach mehrfachen Lieferplanverzögerungen (Details siehe Bombardier Talent 2#Abellio Rail) wurde die Auslieferung der bestellten Fahrzeuge im Herbst 2021 abgeschlossen. Seitens der SWEG, die seit Januar 2022 die Verkehrsleistungen der Abellio Rail Baden-Württemberg erbringt, werden die 52 Elektrotriebzüge als Talent 2 beschrieben. Die Finanzierung der Fahrzeuge erfolgte nach dem BW-Modell  durch die Landesanstalt Schienenfahrzeuge Baden-Württemberg; auf deren Website werden die für das Stuttgarter Netz gekauften Bombardier Talent-Fahrzeuge als Talent 3 geführt.
Im Juli 2020 wurde ein Auftrag zur Ausrüstung dieser 52 als Talent 3 bezeichneten Triebzüge mit ETCS und ATO ausgeschrieben und Ende Juni 2021 an Alstom vergeben. In Abstimmung mit DB Netz und aufgrund von Förderbedingungen des Bundes geht die Ausrüstung deutlich über eine einfache ETCS-Ausrüstung hinaus. Die Züge sollen u. a. Level-3-fähig, mit einer Zugintegritätsüberwachung ausgerüstet und für FRMCS vorbereitet werden. Unter anderem sollen fünf zusätzliche Antennen angeordnet werden. Die ETCS-Bremskurven der Züge werden nach dem Gamma-Modell in Abhängigkeit von der Zuglänge gebildet.
Das Projekt sollte im Januar 2021 beginnen und bis Dezember 2027 laufen. Die Ausrüstung eines ersten Triebzugs (»First in Class«) sollte im Oktober 2021 beginnen, der Versuchs- und Vorlaufbetrieb im April 2024 aufgenommen werden. Alle Fahrzeuge sollten bis Januar 2025 mit ETCS Level 2 (nach Baseline 3 Release 2) und ATO (mit statischen Fahrplandaten) ausgerüstet werden. In den Jahren 2026 und 2027 sollte die kontinuierliche Inbetriebnahme und Genehmigung nach TSI ZZS 2022 und FRMCS in Betrieb genommen werden. Im April 2022 begann die Umrüstung der ersten Triebzugs, schrittweise sollen bis zu drei Triebzüge aus dem Regelbetrieb genommen werden. Ende 2022 war der Einbau der neuen Komponenten abgeschlossen, Integrationstests hatten begonnen. Zunächst sollen neben zwei „First of Class“-Triebzügen ein weiterer „Prototyp“ ausgerüstet werden. Die Serienumrüstung soll ab Oktober 2024 durch Alstom in Villeneuve erfolgen. Für die Züge wurden inzwischen auch ETCS-Bremsmodelle gebildet.

## Übersicht
| Besteller                              | Bestellung    | Reihe / Baureihe                     | Anzahl | Teile  | Länge   | Einstiegshöhe | Stromsysteme                           | Einsatzgebiet                                                                 | Bemerkung |
| -------------------------------------- | ------------- | ------------------------------------ | ------ | ------ | ------- | ------------- | -------------------------------------- | ----------------------------------------------------------------------------- | --- |
| ÖBB                                    | Dezember 2016 | 4758 (Österreich) 6442 (Deutschland) | 21     | 6      | 104,5 m | 600 mm        | 15 kV, 16,7 Hz ~                       | ursprünglich geplant: S-Bahn Vorarlberg                                       | von ÖBB abbestellt; später teilweise verliehen an SWEG Bahn Stuttgart für RE10a/b (Mannheim Hbf‒Heilbronn Hbf) und an Abellio Rail Mitteldeutschland für RB 25 Halle – Saalfeld |
| ÖBB                                    | Juni 2018     | 4758 (Österreich) 6442 (Deutschland) | 19     | 6      | 104,5 m | 600 mm        | 15 kV, 16,7 Hz ~                       | ursprünglich geplant: Tirol                                                   | von ÖBB abbestellt; später teilweise verliehen an SWEG Bahn Stuttgart für RE10a/b (Mannheim Hbf‒Heilbronn Hbf) und an Abellio Rail Mitteldeutschland für RB 25 Halle – Saalfeld |
| ÖBB                                    | Juni 2018     | 4758 (Österreich) 6442 (Deutschland) | 6      | 6      | 104,5 m | 600 mm        | 15 kV, 16,7 Hz ~ 25 kV, 50 Hz ~ 3 kV = | ursprünglich geplant: Innsbruck Hauptbahnhof – Brenner – Bozen – Meran – Mals | abbestellt |
| STA                                    | 2019          |                                      | 7      | 6      | 104,5 m | 600 mm        | 15 kV, 16,7 Hz ~ 25 kV, 50 Hz ~ 3 kV = | ursprünglich geplant: Innsbruck Hauptbahnhof – Brenner – Bozen – Meran – Mals | abbestellt |
| vlexx                                  | Januar 2017   | 8442                                 | 21     | 3      | 56,2 m  | 600 mm        | 15 kV, 16,7 Hz ~                       | E-Netz-Saar-RB, Los 2                                                         | Talent-2-Front |
| SWEG                                   |               | 8442                                 | 12     | 3      | 56,2 m  | 600 mm        | 15 kV, 16,7 Hz ~                       | Netz 9b Breisgau-S-Bahn                                                       | Talent-2-Front |
| SWEG                                   | 4             | 8442                                 | 12     | 72,3 m |         | 600 mm        | 15 kV, 16,7 Hz ~                       | Netz 9b Breisgau-S-Bahn                                                       | Talent-2-Front |
| Abellio Rail BW/ (SWEG Bahn Stuttgart) | 2016–2018     | 8442                                 | 26     | 3      | 56,2 m  | 600 mm        | 15 kV, 16,7 Hz ~                       | Netz 1 Stuttgarter Netze                                                      | Talent-2-Front |
| Abellio Rail BW/ (SWEG Bahn Stuttgart) | 2016–2018     | 8442                                 | 26     | 5      | 88,4 m  | 600 mm        | 15 kV, 16,7 Hz ~                       | Netz 1 Stuttgarter Netze                                                      | Talent-2-Front |

## Batterieantrieb

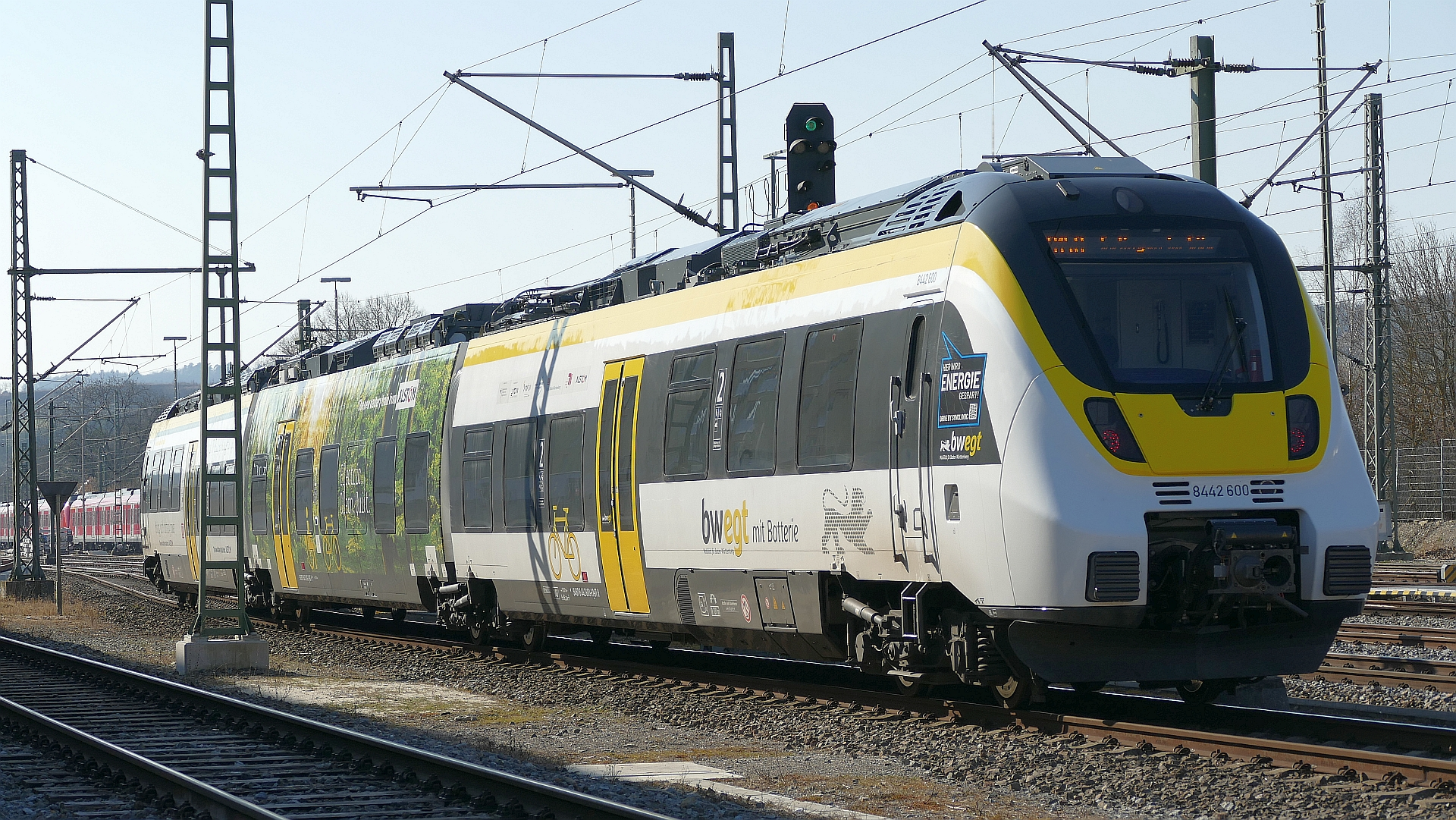
Talent 3 Akku bei Herrenberg

Auf der Innotrans 2018 wurde ein dreiteiliger Talent 3 mit Batteriezusatzantrieb vorgestellt und im Dezember 2018 mit dem Innovationspreis des Landes Brandenburg ausgezeichnet. Der Triebwagen verfügt über vier Traktionsbatterien auf Lithium-Ionen-Basis auf dem Dach. Sie haben einen Energiegehalt von 294 kWh. Die Reichweite des Prototyps beträgt im Batteriebetrieb 40 Kilometer, angestrebt sind in der Serienfertigung 100 Kilometer. Die Batterien können aus der Fahrleitung während der Fahrt und im Stand geladen werden, außerdem kann durch die Nutzbremse Energie zurückgewonnen werden. Ein Ladevorgang an Ladestellen oder unter Oberleitung dauert zehn Minuten. Der Triebwagen ist als 8442 600 unterwegs.
Mitte 2019 sollte ein zwölfmonatiger Testbetrieb bei der DB ZugBus Regionalverkehr Alb-Bodensee starten und von der TU Berlin wissenschaftlich begleitet werden. Der Beginn des Testbetriebs wurde verschoben, da der Hersteller zuvor andere Probleme des Talent 3, wie dessen Zulassung für das Stuttgarter Regionalnetz und für Vorarlberg, lösen musste. 2021 wurde das Fahrzeug für den Passagierbetrieb zugelassen. Die Premierenfahrt führte nach Sachsen, wo Alstom 2020 eine Bestellung von batterieelektrischen Züge des Typs Coradia Continental für die Strecke Leipzig – Chemnitz erhalten hat. Ein Testeinsatz erfolgte ab Januar 2022 wochentags auf der RB Herrenberg – Horb und ab Februar 2022 zusätzlich am Wochenende auf der RB Gunzenhausen – Pleinfeld. Da die letztere Strecke nicht elektrifiziert ist, besaß das Fahrzeug ab dem Ausfall von zwei der vier Akkumodule nicht genügend Reichweite, um auf der Strecke eingesetzt werden zu können. Während des dreimonatigen Wochenendeinsatzes war dies an 18 Tagen der Fall. Der Einsatz wurde daraufhin abgebrochen und danach, trotz anders lautender Ankündigung, auch nicht wieder aufgenommen. Da Alstom im Zuge der Fusion mit Bombardier die Talent-Plattform an CAF veräußern musste, können Erfahrungen mit dem bei Bombardier in Mannheim entwickelten Akkuantrieb in die Weiterentwicklung von Alstoms Coradia-Plattform einfließen. Bis 2025 hatte das Fahrzeug etwa 60.000 Kilometer zurückgelegt.